# Serviço de Proteção ao Índio
El Serviço de Proteção aos Índios e Localização de Trabalhadores Nacionais (SPILTN), part constituent del Ministeri d'Agricultura, Indústria i Comerç (MAIC), fou un organisme públic del Brasil creat durant el govern del president Nilo Peçanha, el 1910, amb l’objectiu de prestar assistència a la població indígena del Brasil. El servei va ser organitzat pel mariscal Cândido Rondon, el seu primer director. El cos va ser abolit i substituït per la Fundação Nacional do Índio (Funai) el 1967.

## Història
El SPILTN es va crear el 1910. El seu objectiu principal era protegir els indígenes dels atacs de persones no indígenes, així com integrar-los a la societat nacional. Amb la seva fundació, la política indígena va passar a ser responsabilitat de l'Estat brasiler i no de les institucions religioses, com s'havia fet des del període colonial. El 1918, la Localização de Trabalhadores Nacionais es va constituir com a organisme diferenciat. Entre 1930 i 1934, l'SPI es va vincular al Ministeri de Treball. Entre 1934 i 1939, va passar a formar part del Ministeri de Guerra, a través de la Inspecció de Fronteres. El 1940 va tornar al Ministeri d'Agricultura i més tard es va traslladar al Ministeri de l'Interior.
L'organisme va organitzar diverses expedicions de reconeixement al territori nacional, recollint una gran quantitat d'informació i objectes dels indis brasilers. En aquestes expedicions, van destacar diversos noms, com el mariscal Rondon, Curt Nimuendajú i els germans Villas-Bôas. A principis dels anys seixanta, el cos va ser investigat per una comissió d’investigació parlamentària per acusacions de corrupció, genocidi i ineficiència. El 1967, tant l’SPI com el Conselho Nacional de Proteção aos Índios (l’òrgan encarregat de formular la política indígena brasilera) van ser substituïts per la Fundação Nacional do Índio.